# Хоч (гміна)
Гміна Хоч (пол. Gmina Chocz) — місько-сільська гміна у північно-західній Польщі. Належить до Плешевського повіту Великопольського воєводства.
Станом на 31 грудня 2011 у гміні проживало 4781 особа.

## Територія
Згідно з даними за 2007 рік площа гміни становила 73.41 км², у тому числі:
- орні землі: 54.00%
- ліси: 39.00%

Таким чином, площа гміни становить 10.31% площі повіту.

## Населення
Станом на 31 грудня 2011:
| Опис     | Загалом | Загалом | Чоловіки | Чоловіки | Жінки | Жінки |
| -------- | ------- | ------- | -------- | -------- | ----- | ----- |
| одиниця  | осіб    | %       | осіб     | %        | осіб  | %     |
| все      | 4781    | 100     | 2397     | 50.14    | 2384  | 49.86 |
| міське   | 0       | 100     | 0        |          | 0     |       |
| сільське | 4781    | 100     | 2397     | 50.14    | 2384  | 49.86 |

## Сусідні гміни
Гміна Хоч межує з такими гмінами: Блізанув, Ґізалкі, Ґродзець, Плешев, Чермін.